# Ankylonuncia barrowensis
Ankylonuncia barrowensis is een hooiwagen uit de familie Triaenonychidae. De wetenschappelijke naam van Ankylonuncia barrowensis gaat terug op Hickman.